# لعرارشة اطبايبية (لعرارشة)
لعرارشة اطبايبية هو دُوَّار يقع بجماعة الهيادنة، إقليم قلعة السراغنة، جهة مراكش آسفي في المملكة المغربية. ينتمي الدوّار لمشيخة لعرارشة التي تضم 17 دوار. يقدر عدد سكانه بـ 710 نسمة حسب الإحصاء الرسمي للسكان والسكنى لسنة 2004.

## روابط خارجية
- البوابة الوطنية للجماعات الترابية نسخة محفوظة 12 مارس 2018 على موقع واي باك مشين.
- المندوبية السامية للتخطيط